# USA Track & Field
O USA Track & Field (USATF) é o órgão regulador nacional dos Estados Unidos para os esportes de atletismo, cross country, road running e marcha atlética. A USATF era conhecida entre 1979 e 1992 como The Athletics Congress (TAC) após sua separação da Amateur Athletic Union (AAU), que governou o esporte nos EUA durante a maior parte do século XX até que o Amateur Sports Act de 1978 dissolveu sua responsabilidade. Com sede em Indianápolis, a USATF é uma organização sem fins lucrativos com cerca de 130 000 membros.
O USA Track & Field está envolvido em muitos aspectos do esporte em nível local, nacional e internacional - fornecendo as regras, oficiais, formação de treinadores, ciência do esporte e desenvolvimento de atletas, programas para jovens, competição de mestrado (acima de 35 anos), o National Track & Field Hall of Fame e uma reunião anual. Também organiza os campeonatos anuais de atletismo ao ar livre dos EUA, os campeonatos de cross country dos EUA e os campeonatos nacionais de cross country de clubes da USATF. Por meio de seu programa sancionador, o órgão nacional fornece a cobertura de seguro necessária para que os membros aluguem instalações, permitindo assim oportunidades competitivas para todos os atletas. O atletismo dos EUA realiza convenções nacionais desde a década de 1870 ou 1880 x locais do campeonato e convenção de atletismo da NAAA.